# Dave Spitz
Dave "The Beast" Spitz (22 de febrero de 1958) es un músico estadounidense famoso por haber hecho parte de las bandas Black Sabbath, Impellitteri, White Lion y Great White.

## Carrera
En Black Sabbath estuvo entre 1985 y 1987, apareciendo en los álbumes Seventh Star y The Eternal Idol. Dave también ayudó al guitarrista Tony Iommi a descubrir al vocalista Ray Gillen, reemplazante de Glenn Hughes en la agrupación.
Spitz es hermano del músico Dan Spitz, guitarrista original de la banda de thrash metal Anthrax.